# Liste des œuvres d'art du Finistère
 (septembre 2022).
Cet article vise à recenser les œuvres d'art dans l'espace public du Finistère, en France.

## Liste
Les œuvres sont classées par ordre alphabétique de communes et, au sein de celles-ci, par ordre chronologique d'installation, dans la mesure des informations disponibles.

### Sculptures
| Œuvre                               | Auteur                                | Commune             | Localisation                                                    | Notes | Installation | Coordonnées                        | Illustration |
| ----------------------------------- | ------------------------------------- | ------------------- | --------------------------------------------------------------- | --- | ------------ | ---------------------------------- | --- |
| Buste de Jean Bourhis               | François Bazin                        | Bannalec            | À déterminer                                                    | Représente Jean Bourhis. Érigé[Où ?] en 1932. | À déterminer | à géolocaliser                     | Buste de Jean Bourhis« Monument à Jean Bourhis à Bannalec », sur À nos grands hommes |
| L'Arbre empathique                  | Enric Ruiz Geli                       | Brest               | À déterminer                                                    | Installation en métal et végétaux | 2013         | à géolocaliser                     | L'Arbre empathique |
| Extase                              | Mark di Suvero                        | Brest               | Rond-point de Pen-ar-Chleuz                                     | | 1993         | 48° 24′ 53″ nord, 4° 28′ 44″ ouest | Extase |
| Sans titre                          | Louis Maunoury et Nils-Udo            | Brest               | Parc d'Éole                                                     | | 1989         | à géolocaliser                     | Sans titre |
| L'Arche de Camaret                  | Patrig ar Goarnig                     | Camaret-sur-Mer     | À déterminer                                                    | | À déterminer | à géolocaliser                     | Image manquante |
| Statue de La Tour d'Auvergne        | Carlo Marochetti                      | Carhaix-Plouguer    | Sur la place de La Tour d'Auvergne                              | Représente Théophile-Malo de La Tour d'Auvergne-Corret. | 1841         | à géolocaliser                     | Statue de La Tour d'Auvergne(en) « Statue de Théophile-Malo de La Tour d'Auvergne-Corret à Carhaix-Plouguer », sur René et Peter van der Krogt                                                                                         |
| Chasse de Saint-Hubert              | À déterminer                          | Cast                | Rue Kreisker, à côté de l'église Saint-Jérôme                   | Représente Hubert de Liège. | XVIe siècle  | à géolocaliser                     | Chasse de Saint-Hubert(en) « La chasse Saint-Hubert à Cast », sur René et Peter van der Krogt |
| Buste de Paul Sérusier              | À déterminer                          | Châteauneuf-du-Faou | À déterminer                                                    | Représente Paul Sérusier. | À déterminer | à géolocaliser                     | Buste de Paul Sérusier |
| Statue d'Abraham Duquesne           | Yves Hernot                           | Concarneau          | En bordure du chenal, face au large                             | Représente Abraham Duquesne. Érigée[Quand ?] au château de Kériolet. Retirée en 1893 et placée à l'entrée du manoir du Moros.                                                                                  | À déterminer | 47° 52′ 16″ nord, 3° 54′ 42″ ouest | Abraham Duquesne |
| Grand Cormoran                      | Jean Lemonnier                        | Concarneau          | À déterminer                                                    | | À déterminer | à géolocaliser                     | Grand Cormoran |
| La Dame à la sardine                | Véronique Millour et Philippe Meffroy | Douarnenez          | Île Tristan                                                     | | À déterminer | 48° 05′ 53″ nord, 4° 20′ 11″ ouest | La Dame à la sardine |
| Le Bolomig                          | Copie d'après Mathurin Moreau         | Douarnenez          | Sur la place Gabriel-Péri (anciennement place de la Croix)      | Également appelée Enfant aux deux urnes. L'originale est inaugurée en 1860. Elle est retirée en 1932 et réinstallée en 1990. Brisée en 2011, elle est conservée dans le hall de la mairie.                     | 2011         | à géolocaliser                     | Le Bolomig(en) « Le Bolomig - Enfant aux deux urnes à Douarnenez », sur René et Peter van der Krogt |
| Statue de René Laënnec              | Jean-Luc Guillou                      | Douarnenez          | Intersection de la rue Laënnec et de l'allée de la Sainte Croix | Représente René-Théophile-Hyacinthe Laennec. | 1981         | à géolocaliser                     | Image manquante |
| Buste de Prosper Proux              | René Quillivic                        | Guerlesquin         | À déterminer                                                    | Représente Prosper Proux. | 1919         | à géolocaliser                     | Image manquante |
| Monument aux de Pompery,            | Mathurin Moreau                       | Le Faou             | Sur la place des foires, devant la mairie                       | Commémore Louis-Charles, Henry et Théophile de Pompéry. | 1884         | à géolocaliser                     | Monument aux de Pompery« L'Agriculture au Faou », sur À nos grands hommes,« Monument à Pompéry, Edouard et Théophile au Faou », sur e-monumen                                                                                          |
| Pêcheuse kerhorre                   | À déterminer                          | Le Relecq-Kerhuon   | À déterminer                                                    | | À déterminer | à géolocaliser                     | Pêcheuse kerhorre |
| Statue du général Adolphe Le Flô,   | Cyprien Godebski                      | Lesneven            | Sur la place Général Le Flô                                     | Représente Adolphe Le Flô. Érigée en 1899 à quelques mètres de son emplacement actuel. | 1997         | à géolocaliser                     | Statue du général Adolphe Le Flô« Monument au général Le Flô à Lesneven », sur À nos grands hommes,« Monument au général Le Flô à Lesneven », sur e-monumen                                                                            |
| Buste de Charles Cornic,            | Jean Fréour                           | Morlaix             | Au bord du Léon, en face du 2 rue de La Villeneuve              | Représente Charles Cornic. | 1947         | à géolocaliser                     | Buste de Charles Cornic« Monument à Charles Cornic à Morlaix », sur À nos grands hommes,« Monument à Charles Cornic à Morlaix », sur e-monumen,(en) « Monument à Charles Cornic du Chesne à Morlaix », sur René et Peter van der Krogt |
| Notre-Dame des Naufragés            | Cyprien Godebski                      | Plogoff             | Sur la pointe du Raz                                            | | 1903         | à géolocaliser                     | Notre-Dame des Naufragés(en) « Notre Dame des Naufragés à Plogoff », sur René et Peter van der Krogt |
| Les Sonneurs bigoudens              | René Quillivic                        | Plozévet            | Rue du 11 novembre 1918                                         | | 1937         | à géolocaliser                     | Les Sonneurs bigoudens« Monument aux sonneurs bigoudens à Plozévet », sur e-monumen |
| Paysan cornouaillais                | René Quillivic                        | Plougastel-Daoulas  | Pont Albert-Louppe                                              | | À déterminer | à géolocaliser                     | Paysan cornouaillais |
| Paysan cornouaillaise               | René Quillivic                        | Plougastel-Daoulas  | Pont Albert-Louppe                                              | | À déterminer | à géolocaliser                     | Paysan cornouaillaise |
| Paysan léonard                      | René Quillivic                        | Le Relecq-Kerhuon   | Pont Albert-Louppe                                              | | À déterminer | à géolocaliser                     | Paysan léonard |
| Paysanne léonarde                   | René Quillivic                        | Le Relecq-Kerhuon   | Pont Albert-Louppe                                              | | À déterminer | à géolocaliser                     | Paysanne léonarde |
| Monument aux Bigoudens              | À déterminer                          | Pont-l'Abbé         | À déterminer                                                    | | À déterminer | à géolocaliser                     | Image manquante |
| Statue de La Tour d'Auvergne,       | M. Robert                             | Quimper             | Place de La-Tour-d'Auvergne                                     | Représente Théophile-Malo de La Tour d'Auvergne-Corret. L'originale en bronze de 1908 réalisée par Hector Lemaire est fondue sous le régime de Vichy, dans le cadre de la mobilisation des métaux non ferreux. | 1948         | à géolocaliser                     | Image manquante |
| Statue de René Laënnec              | Eugène-Louis Lequesne                 | Quimper             | Sur la place Saint-Corentin                                     | Représente René-Théophile-Hyacinthe Laennec. | 1868         | à géolocaliser                     | Statue de René Laënnec |
| Drapeaux                            | Christophe Cuzin                      | Quimper             | Centre d'art contemporain Le Quartier                           | | 2004         | 47° 59′ 45″ nord, 4° 06′ 35″ ouest | Drapeaux |
| Modules                             | Nicolas Floc'h                        | Quimper             | Centre d'art contemporain Le Quartier                           | | 2007         | 47° 59′ 44″ nord, 4° 06′ 36″ ouest | Modules |
| Passerelle Max Jacob                | Élisabeth Garouste et Mattia Bonetti  | Quimper             | Rives de l'Odet                                                 | | 1994         | 47° 59′ 42″ nord, 4° 06′ 03″ ouest | Passerelle Max Jacob |
| Les Signes du temps                 | Gérard Collin-Thiébaut                | Quimperlé           | Médiathèque                                                     | | 2004         | 47° 52′ 12″ nord, 3° 32′ 57″ ouest | Les Signes du temps |
| Buste d'Henri de Lacaze-Duthiers,   | Mara Dominioni                        | Roscoff             | Place Lacaze-Duthiers                                           | Représente Henri de Lacaze-Duthiers. L'original de 1920 réalisé par Pierre Lenoir est fondu sous le régime de Vichy, dans le cadre de la mobilisation des métaux non ferreux.                                  | 2016         | à géolocaliser                     | Image manquante |
| Celui qui regarde passer les autres | Roger Joncourt                        | Saint-Pol-de-Léon   | À déterminer                                                    | | 2008         | à géolocaliser                     | Celui qui regarde passer les autres |

### Monuments aux morts
| Œuvre                                                             | Auteur                        | Commune              | Localisation                                        | Notes                                                                    | Installation | Coordonnées                        | Illustration |
| ----------------------------------------------------------------- | ----------------------------- | -------------------- | --------------------------------------------------- | ------------------------------------------------------------------------ | ------------ | ---------------------------------- | --- |
| Monument aux morts                                                | Henri Gouzien                 | Arzano               | À côté de l'église Saint-Pierre-aux-Liens           |                                                                          | 1922         | à géolocaliser                     | Image manquante |
| Monument aux morts                                                | René Quillivic                | Bannalec             | Sur la place de la Mairie                           |                                                                          | 1922         | à géolocaliser                     | Monument aux morts |
| Monument aux morts dans les combats du 26 août 1944               | À déterminer                  | Beuzec-Cap-Sizun     | Au bord de la RD 7                                  | Également appelé Monument aux combats de Lesven.                         | 1946         | à géolocaliser                     | Monument aux morts dans les combats du 26 août 1944(en) « Monument Combat de Lesven à Beuzec-Cap-Sizun », sur René et Peter van der Krogt |
| Monument aux morts                                                | Jean Joncourt                 | Beuzec-Conq          | À déterminer                                        |                                                                          | À déterminer | à géolocaliser                     | Monument aux morts |
| Monument aux morts                                                | À déterminer                  | Bohars               | À côté de l'église                                  |                                                                          | À déterminer | à géolocaliser                     | Monument aux morts |
| Monument aux morts                                                | À déterminer                  | Botmeur              | À côté du cimetière                                 |                                                                          | 1925         | à géolocaliser                     | Monument aux morts |
| Monument aux morts                                                | Jean-Guillaume Donnart        | Brasparts            | Dans le cimetière                                   |                                                                          | 1923         | à géolocaliser                     | Monument aux morts |
| Monument à l'équipage du sous-marin Narval                        | À déterminer                  | Brest                | Dans le jardin public                               | Commémore l'équipage du sous-marin Narval.                               | À déterminer | à géolocaliser                     | Image manquante |
| Monument aux morts de Carhaix                                     | René Quillivic                | Carhaix-Plouguer     | Rue de l'église                                     |                                                                          | 1929         | à géolocaliser                     | Monument aux morts de Carhaix(en) « Monument aux Morts de 1914-18 à Carhaix-Plouguer », sur René et Peter van der Krogt                   |
| Poilu au repos (monument aux morts de Plouguer)                   | Copie d'après Étienne Camus   | Carhaix-Plouguer     | À déterminer                                        |                                                                          | À déterminer | à géolocaliser                     | Poilu au repos (monument aux morts de Plouguer)                                                                                           |
| Monument aux morts                                                | René Quillivic                | Châteaulin           | Sur la place du 2e bataillon de Stalingrad          |                                                                          | 1921         | à géolocaliser                     | Monument aux morts |
| Monument aux morts                                                | À déterminer                  | Châteauneuf-du-Faou  | Intersection de la rue Jean Dorval et de la RD 36   |                                                                          | À déterminer | à géolocaliser                     | Monument aux morts |
| Monument aux morts                                                | À déterminer                  | Cléden-Cap-Sizun     | À déterminer                                        |                                                                          | À déterminer | à géolocaliser                     | Monument aux morts |
| Monument aux morts                                                | Jean Joncourt                 | Clohars-Carnoët      | À côté de l'église Notre-Dame-de-Tro-Gwall          |                                                                          | 1921         | à géolocaliser                     | Monument aux morts« Monument aux morts de Clohars-Carnoët », sur plateforme ouverte du patrimoine                                         |
| Monument aux morts                                                | À déterminer                  | Collorec             | À déterminer                                        |                                                                          | À déterminer | à géolocaliser                     | Monument aux morts |
| Monument aux morts                                                | René Quillivic                | Coray                | À déterminer                                        |                                                                          | À déterminer | à géolocaliser                     | Image manquante |
| Monument aux morts                                                | À déterminer                  | Crozon               | À côté de l'église Saint-Pierre                     |                                                                          | À déterminer | à géolocaliser                     | Monument aux morts |
| Monument aux morts                                                | René Quillivic                | Fouesnant            | À déterminer                                        |                                                                          | À déterminer | à géolocaliser                     | Monument aux morts |
| Poilu baïonnette au canon (d) (monument aux morts)                | Copie d'après Étienne Camus   | Guerlesquin          | À déterminer                                        |                                                                          | 1921         | à géolocaliser                     | Poilu baïonnette au canon (d) (monument aux morts)                                                                                        |
| Monument aux résistants morts dans les combats du 16 août 1944    | À déterminer                  | Irvillac             | À déterminer                                        |                                                                          | À déterminer | à géolocaliser                     | Monument aux résistants morts dans les combats du 16 août 1944                                                                            |
| Monument aux morts                                                | À déterminer                  | La Feuillée          | Sur la place des Marronniers                        |                                                                          | À déterminer | à géolocaliser                     | Monument aux morts |
| Monument aux morts                                                | À déterminer                  | Lanmeur              | Dans le cimetière                                   |                                                                          | À déterminer | à géolocaliser                     | Monument aux morts |
| Poilu au repos (monument aux morts)                               | Copie d'après Étienne Camus   | Lannéanou            | Devant l'église Saint-Jean-Baptiste                 |                                                                          | À déterminer | à géolocaliser                     | Poilu au repos (monument aux morts)« Monument aux morts de 1914-1918 à Lannéanou », sur À nos grands hommes                               |
| Statue de Jeanne d'Arc (monument aux morts)                       | À déterminer                  | Le Conquet           | À côté de l'église Sainte-Croix                     | Représente Jeanne d'Arc.                                                 | À déterminer | à géolocaliser                     | Statue de Jeanne d'Arc (monument aux morts)                                                                                               |
| Poilu au repos (monument aux morts)                               | Copie d'après Étienne Camus   | Le Faou              | Rue de la grève, près de l'église Saint-Sauveur     |                                                                          | À déterminer | à géolocaliser                     | Poilu au repos (monument aux morts)« Monument aux morts de 14-18 au Faou », sur e-monumen                                                 |
| Monument aux morts du maquis de Penarpont-Beuzit-Keralliou        | À déterminer                  | Lothey               | À côté de l'écluse de Penarpont, au bord de l'Aulne |                                                                          | 2009         | à géolocaliser                     | Monument aux morts du maquis de Penarpont-Beuzit-Keralliou                                                                                |
| Monument aux morts                                                | À déterminer                  | Motreff              | À déterminer                                        |                                                                          | À déterminer | à géolocaliser                     | Monument aux morts |
| Monument aux morts                                                | À déterminer                  | Ouessant             | À côté de l'église Saint-Paul-Aurélien              |                                                                          | À déterminer | à géolocaliser                     | Monument aux morts |
| Statue de Jeanne d'Arc (monument aux morts)                       | À déterminer                  | Pencran              | Dans le cimetière                                   | Représente Jeanne d'Arc.                                                 | À déterminer | 48° 26′ 13″ nord, 4° 14′ 07″ ouest | Monument aux morts de Pencran |
| Monument aux morts                                                | Pierre Lenoir                 | Penmarch             | À déterminer                                        |                                                                          | 1922         | à géolocaliser                     | Monument aux morts |
| Monument aux fusillés de Poulguen d'avril-mai 1944 (de)           | À déterminer                  | Penmarch             | Sur la dune du Stêr Poulguen                        |                                                                          | À déterminer | à géolocaliser                     | Monument aux fusillés de Poulguen d'avril-mai 1944 (de)                                                                                   |
| Monument aux Naufragés                                            | Dane Berrou                   | Penmarch             | Sentier côtier (GR34), sur la pointe de Kervily     | Également appelé Aux Marins courageux.                                   | 1998         | à géolocaliser                     | Monument aux Naufragés« Le Naufragé, ou aux Marins courageux à Penmarc'h », sur À nos grands hommes                                       |
| Monument aux morts                                                | À déterminer                  | Pleuven              | À côté de l'église Saint-Mathurin                   |                                                                          | À déterminer | à géolocaliser                     | Monument aux morts |
| Monument aux morts                                                | Armel Beaufils                | Ploaré               | À déterminer                                        |                                                                          | À déterminer | à géolocaliser                     | Image manquante |
| Monument aux morts                                                | À déterminer                  | Plobannalec-Lesconil | À côté de l'église Saint-Alour                      |                                                                          | À déterminer | à géolocaliser                     | Monument aux morts |
| Monument aux morts                                                | À déterminer                  | Plogoff              | À déterminer                                        |                                                                          | À déterminer | à géolocaliser                     | Monument aux morts |
| Monument aux morts                                                | À déterminer                  | Plonéour-Lanvern     | À déterminer                                        |                                                                          | À déterminer | à géolocaliser                     | Monument aux morts |
| Monument aux morts                                                | À déterminer                  | Plonévez-du-Faou     | À côté de l'église Saint-Pierre                     |                                                                          | À déterminer | à géolocaliser                     | Monument aux morts |
| Mémorial national des marins morts pour la France                 | René Quillivic                | Plougonvelin         | Sur la pointe Saint-Mathieu                         | Inscrit MH (2015)                                                        | 1927         | à géolocaliser                     | Mémorial national des marins morts pour la France                                                                                         |
| Statue de Jeanne d'Arc (monument aux morts)                       | À déterminer                  | Plouguerneau         | À déterminer                                        | Représente Jeanne d'Arc.                                                 | À déterminer | à géolocaliser                     | Statue de Jeanne d'Arc (monument aux morts)                                                                                               |
| Monument aux morts                                                | À déterminer                  | Plouguiel            | À côté de l'église Notre-Dame                       |                                                                          | À déterminer | à géolocaliser                     | Monument aux morts |
| Monument aux morts                                                | René Quillivic                | Plouhinec            | À déterminer                                        |                                                                          | À déterminer | à géolocaliser                     | Image manquante |
| Monument aux morts                                                | À déterminer                  | Plounévez-Lochrist   | À côté de l'église Saint-Pierre                     |                                                                          | À déterminer | à géolocaliser                     | Monument aux morts |
| Monument aux morts                                                | À déterminer                  | Plouvorn             | À déterminer                                        |                                                                          | À déterminer | à géolocaliser                     | Monument aux morts |
| Monument aux morts                                                | René Quillivic                | Plouyé               | À déterminer                                        |                                                                          | À déterminer | à géolocaliser                     | Monument aux morts |
| Monument aux morts                                                | À déterminer                  | Plovan               | Dans le cimetière                                   | Érigé[Quand ?] à côté de l'église Saint-Gorgon                           | À déterminer | à géolocaliser                     | Monument aux morts |
| Monument aux morts                                                | René Quillivic                | Plozévet             | À déterminer                                        |                                                                          | À déterminer | à géolocaliser                     | Monument aux morts |
| Monument aux morts                                                | René Quillivic                | Pont-Croix           | À déterminer                                        |                                                                          | À déterminer | à géolocaliser                     | Monument aux morts |
| Monument aux morts                                                | À déterminer                  | Port-Launay          | À déterminer                                        |                                                                          | À déterminer | à géolocaliser                     | Monument aux morts |
| Le Fusilier marin (monument aux morts de 1870-1871)               | Copie d'après Aristide Croisy | Quimper              | Sur la place de la Tour d'Auvergne                  | Également appelé Pro Patria. Érigé en 1906 dans le cimetière Saint-Marc. | 1951         | 47° 59′ 43″ nord, 4° 06′ 38″ ouest | Monuments aux morts de 1870-1871 |
| Monument aux morts                                                | Armel Beaufils                | Rosporden            | À déterminer                                        |                                                                          | 1922         | à géolocaliser                     | Monument aux morts |
| Monument aux résistants fusillés le 14 juillet 1944               | À déterminer                  | Saint-Méen           | Kerougon, route du Moulin-Neuf                      |                                                                          | Vers 1950    | à géolocaliser                     | Monument aux résistants fusillés le 14 juillet 1944                                                                                       |
| Monument aux morts                                                | René Quillivic                | Saint-Pol-de-Léon    | À déterminer                                        | Inscrit MH (1997).                                                       | À déterminer | à géolocaliser                     | Monument aux morts |
| Monument aux résistants morts dans les combats du 15 juillet 1944 | À déterminer                  | Scaër                | Kernabat                                            |                                                                          | À déterminer | à géolocaliser                     | Monument aux résistants morts dans les combats du 15 juillet 1944                                                                         |
| Monument aux morts                                                | À déterminer                  | Scrignac             | À côté de l'église Saint-Pierre                     | L'original de 1921 est détruit par un attentat à l'explosif en 1982.     | 1989         | à géolocaliser                     | Monument aux morts |
| Monument aux morts                                                | À déterminer                  | Sizun                | À déterminer                                        |                                                                          | À déterminer | à géolocaliser                     | Monument aux morts |
| Monument aux morts                                                | À déterminer                  | Spézet               | À déterminer                                        |                                                                          | À déterminer | à géolocaliser                     | Monument aux morts |
| Monument aux résistants morts dans les combats du 15 juillet 1944 | À déterminer                  | Tourch               | Quillien                                            |                                                                          | À déterminer | à géolocaliser                     | Monument aux résistants morts dans les combats du 15 juillet 1944                                                                         |
| Le Poilu mourant en défendant le Drapeau (monument aux morts)     | À déterminer                  | Tréguennec           | Dans le cimetière                                   |                                                                          | À déterminer | à géolocaliser                     | Le Poilu mourant en défendant le Drapeau (monument aux morts)                                                                             |

### Monuments pour une bataille ou un événement
| Œuvre                        | Auteur       | Commune  | Localisation              | Notes            | Installation | Coordonnées    | Illustration                 |
| ---------------------------- | ------------ | -------- | ------------------------- | ---------------- | ------------ | -------------- | ---------------------------- |
| Menhir des Droits-de-l'Homme | À déterminer | Plozévet | Près de la plage de Canté | Classé MH (1881) | 1840         | à géolocaliser | Menhir des Droits-de-l'Homme |

### Fontaines
| Œuvre | Auteur | Commune | Localisation | Notes | Installation | Coordonnées | Illustration |
| ----- | ------ | ------- | ------------ | ----- | ------------ | ----------- | ------------ |

### Œuvres disparues ou retirées
| Œuvre                      | Auteur           | Commune | Localisation                      | Notes | Installation | Coordonnées    | Illustration    |
| -------------------------- | ---------------- | ------- | --------------------------------- | --- | ------------ | -------------- | --------------- |
| Statue d'Armand Rousseau,  | Denys Puech      | Brest   | Sur la place du château           | Représentait Armand Rousseau. Fondue sous le régime de Vichy, dans le cadre de la mobilisation des métaux non ferreux. Le piédestal resté vide est retiré en 1958 et est jeté dans les déblais de l’arsenal. Les morceaux du piédestal sont retrouvés en 1987. | 1903         | à géolocaliser | Image manquante |
| Buste de Gérald Mesny,     | Jean Boucher     | Brest   | Dans le square La-Tour-d'Auvergne | Fondu sous le régime de Vichy, dans le cadre de la mobilisation des métaux non ferreux. | 1921         | à géolocaliser | Image manquante |
| Monument aux morts de 1870 | Auguste Maillard | Brest   | Sur la place des portes           | Également appelé Monument aux soldats et marins bretons morts pour la patrie. Détruit par les bombardements de 1944. | 1900         | à géolocaliser | Image manquante |